# Spud 2: The Madness Continues
Spud 2: The Madness Continues è un film del 2013 diretto da Donovan Marsh e tratto dal romanzo Spud - The Madness Continues... di John Van De Ruit.
Si tratta del sequel del film Spud, girato dallo stesso regista nel 2010 e anch'esso tratto da un romanzo di Van De Ruit.

## Trama
Sudafrica, 1991. Il quindicenne Spud Milton affronta il suo secondo anno di collegio nella trepidante attesa di crescere. Oltre al continuo rischio di essere espulso insieme ai suoi amici e ai problemi con la fidanzata Mermaid, Spud si ritrova anche a dover affrontare una difficile situazione familiare con i suoi ricchi genitori sconvolti dalla fine dell'apartheid.

## Distribuzione
Il film venne presentato in anteprima il 6 giugno 2013 al Seattle International Film Festival.

## Accoglienza

### Botteghino
Il film ha incassato ai botteghini 691.342 dollari.

### Critica
Radio Times ha assegnato al film due stelle su cinque.
Sul sito Rotten Tomatoes, il film ha una valutazione del 45%.

## Riconoscimenti
- 2013 - Seattle International Film Festival
  - Nomination Futurewave Youth Jury Award
- 2014 - South African Film and Television Awards
  - Nomination Best Achievement in Costume Design - Feature Film
  - Nomination  Best Achievement in Production Design - Feature Film

## Sequel
Nel 2014 il film ha avuto un sequel intitolato Spud 3: Learning to Fly, diretto questa volta da John Barker ma sempre interpretato da Troye Sivan.